# 보리지속
보리지속(borage屬, 학명: Borago 보라고[*])은 지치과의 속이다. 5종으로 이루어진 작은 속이며, 지중해 지역에 분포한다.

## 하위 종
- 보리지(B. officinalis L.)
- B. longifolia Poir.
- B. morisiana Bigazzi & Ricceri
- B. pygmaea (DC.) Chater & Greuter
- B. trabutii Maire